# Vnitřní Město (Písek)
Vnitřní Město je centrální část města Písek ve stejnojmenném okrese v Jihočeském kraji. Tvoří jej historické jádro města zhruba vymezené někdejším opevněním. Vnitřní Město leží v katastrálním území Písek o výměře 38,04 km².

## Historie
První písemná zmínka o vesnici pochází z roku 1254.
Vnitřní Město vzniklo k 1. lednu 1980 jako část města Písek ve stejnojmenném okrese.

## Obyvatelstvo
| Rok            | 1869  | 1880   | 1890   | 1900  | 1910  | 1921   | 1930  | 1950   | 1961   | 1970  | 1980  | 1991 | 2001 | 2011 | 2021  |
| -------------- | ----- | ------ | ------ | ----- | ----- | ------ | ----- | ------ | ------ | ----- | ----- | ---- | ---- | ---- | ----- |
| Počet obyvatel | 3 027 | 10 545 | 10 728 | 3 824 | 3 718 | 15 303 | 2 246 | 17 751 | 19 464 | 1 779 | 1 147 | 864  | 614  | 626  | 1 036 |
| Počet domů     | 164   | 719    | 731    | 164   | 162   | 160    | 158   | 2 006  | 2 292  | 177   | 144   | 119  | 114  | 120  | 124   |